# Kanakanahalli Ramachandra
Kanakanahalli Ramachandra (né le 18 août 1933 à Mandya et mort le 17 janvier 2011) est un mathématicien indien spécialiste de théorie des nombres.

## Biographie
K. Ramachandra a treize ans à la mort de son père. Sa mère finance la fin de ses études par une hypothèque sur le bien familiale. Il finit ses études secondaires au Central College de Bangalore (en), puis travaille, comme son père, comme commis à Minerval Mills.  Il enseigne au B.M.S. College of Engineering (en) et pendant son temps libre il étudie la théorie des nombres, à partir du  livre de Godfrey Harold Hardy sur l'œuvre de Ramanujan qu'il a reçu comme prix au collège. À partir de 1958, il poursuit des études supérieures au Tata Institute of Fundamental Research à Bombay  avec Komaravolu Chandrasekharan. Il obtient son doctorat en 1965 sous la direction de  Kollagunta G. Ramanathan à l'université de Bombay. De 1965 jusqu'à sa retraite en 1995, il travaille au Tata Institute of Fundamental Research, puis jusqu'à sa mort en 2011 au National Institute of Advanced Studies (en) de Bangalore.
En 1970/71, il séjourne à l'Institute for Advanced Study de Princeton avec Atle Selberg.

## Recherche
K. Ramachandra travaille en théorie des nombres, surtout en théorie analytique des nombres (fonction zêta de Riemann) et en théorie des nombres transcendants :  il a prouvé le théorème des six exponentielles indépendamment de Serge Lang ,. Parmi les mathématiciens qui l'ont influencé, il cite le plus Ivan Vinogradov ; il était deux fois en Union soviétique à des conférences en son honneur.
En 1978, il fonde le Hardy-Ramanujan Journal de la Hardy-Ramanujan Society, et il en a été le rédacteur en chef.

## Prix et distinctions
- Président de la Calcutta Mathematical Society, 2007–2010[7]
- Vice-Président de la  Calcutta Mathematical Society, 2000–2003
- Prix Meghnad Saha du Hari Om Ashram Trust, 1976
- Prix du bicentenaire de la naissance de Srinivasa Ramanujan, International Science Community Association, 1994–1995
- Médaille Srinivasa Ramanujan 1997.
- Prix Vishveshwaraya du  Karnataka State Council for Science and Technology (KSCST) , 1997

Son nombre d'Erdős est égal à 1 car il a publié avec Paul Erdős lorsque celui-ci était son invité en Inde en 1976,.
Ses étudiants comprennent notamment T. N. Tarlok et Ramachandran Balasubramanian.

## Publications
Zentralblatt MATH recense  	189  publications, parmi lesquelles :
- Lectures on transcendental numbers, Madras, The Ramanujan Institute, coll. « The Ramanujan Institute Lecture Notes » (no 1), 1969, iii + 73 (zbMATH 0224.10031).
- Lectures on the mean-value and Omega-theorems for the Riemann Zeta-function, Bombay et Berlin, Tata Institute of Fundamental Research et Springer, coll. « Lectures on Mathematics and Physics. Mathematics » (no 85), 1995, xiii + 169 (zbMATH 0845.11003).
- avec T. N. Shorey et R. Tijdeman, « On Grimm’s problem relating to factorisation of a block of consecutive integers », J. Reine Angew. Math., vol. 273,‎ 1975, p. 109-124 (zbMATH 0297.10031).
- avec T. N. Shorey et R. Tijdeman, « On Grimm’s problem relating to factorisation of a block of consecutive integers II », J. Reine Angew. Math., vol. 288,‎ 1976, p. 192-201 (zbMATH 0333.10028).
- avec T. N. Shorey, « On gaps between numbers with a large prime factor », Acta Arithmetica, vol. 24,‎ 1973, p. 99–111 (zbMATH 0258.10022).